# Sophie Dervaux
Sophie Dervaux (* 25. Juli 1991 in Clamart, Paris als Sophie Dartigalongue) ist eine französische Fagottistin.

## Leben
Sophie Dervaux ist seit 2015 Solofagottistin der Wiener Philharmoniker und des Wiener Staatsopernorchesters. In den Jahren 2013 bis 2015 war sie Solokontrafagottistin der Berliner Philharmoniker. Ihr Solo-Repertoire umfasst Werke von Vivaldi, Saint-Saëns, Jolivet, Strauss, Mozart, Hummel, Haydn und Paganini.
Zu Beginn ihrer Karriere spielte Sophie Dervaux Gitarre, anschließend wechselte sie zur Klarinette. Mit Hilfe dieses Instruments lernte sie die richtige Atmung, Orchesterspiel und Phrasierung eines Blasinstruments. Von 2008 bis 2011 studierte sie am Conservatoire National Supérieur de Musique de Lyon bei Carlo Colombo und Jean Pignoly, anschließend wechselte sie an die Hochschule für Musik Hanns Eisler, wo sie von Volker Tessmann unterrichtet wurde. 2011 kam Sophie Dervaux, damals noch unter dem Namen Sophie Dartigalongue, als Stipendiatin an die Orchester-Akademie der Berliner Philharmoniker, wo sie von Daniele Damiano (Fagott) sowie Marion Reinhardt und Markus Weidmann (Kontrafagott) unterrichtet wurde.
Ihr Vater ist Mathematiker und Ingenieur, ihre Mutter Gitarrenlehrerin.

## Auszeichnungen
Sophie Dervaux wurde in ihrer Karriere mehrfach ausgezeichnet. Sie erhielt unter anderem folgende Preise:
- 2. Preis (Publikumspreis) beim Internationalen ARD-Musikwettbewerb 2013 in München (Der 1. Preis wurde nicht vergeben.)
- 1. Preisträgerin beim Internationalen Fagottwettbewerb Michal Spisak 2012
- 1. Preisträgerin beim Internationalen Akademischen Oboe- und Fagottwettbewerb in Łódź 2011
- 1. Preisträgerin beim AudiMozart 2010 sowie beim Carl-Maria von Weber Fagottwettbewerb in Breslau 2010
- 2. Preisträgerin beim Internationalen Crusell Fagottwettbewerb 2011

## Tonträger
- Impressions Musik für Fagott & Klavier, Label Berlin Classics (2021)[6]